# Lista de canções de Guitar Hero II

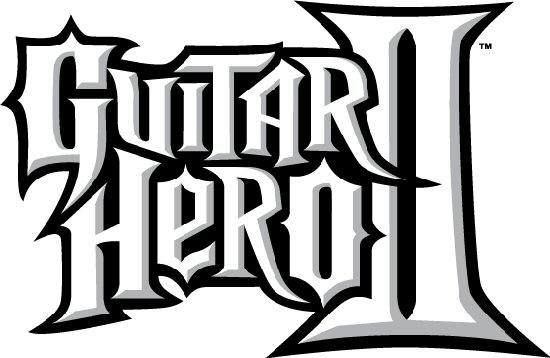
Logotipo da série de jogos musicais Guitar Hero II.

Esta é a lista de canções de Guitar Hero II, um jogo eletrónico musical desenvolvido pela Harmonix Music Systems e publicado pela RedOctane para o console de videogame PlayStation 2 em 2006 e no ano seguinte para Xbox 360. Guitar Hero II desafia os jogadores a executar as principais seções de guitarra de várias canções de rock. Para isso, o usuário utiliza um controlador em formato de guitarra desenvolvido especificamente para o jogo (modelo baseado em uma Gibson SG para PlayStation 2, e uma Gibson Explorer para Xbox 360, mas ainda pode ser usado o controle padrão do console). Conforme as notas vão aparecendo na ecrã, o jogador deve pressionar os botões correspondentes às notas simultaneamente com a barra de dedilhar para cumprir seu objetivo. Quando as notas são reproduzidas corretamente, o desempenho e a pontuação do jogador em Guitar Hero II crescem, mas se tocadas de forma incorrecta o desempenho reduz junto com a pontuação. Em casos extremos, a música é paralisada, decretando a derrota do jogador. Cada canção pode ser executada nos quatro níveis de dificuldades: "Easy", "Medium", "Hard" e "Expert". Cada nível reflete na frequência de notas a serem tocadas.
A versão de PlayStation 2 apresenta 64 canções. A versão de Xbox 360 contém 74 canções e outras 24 disponíveis para download através do Xbox Live Marketplace, totalizando 98 canções.

## Canções principais

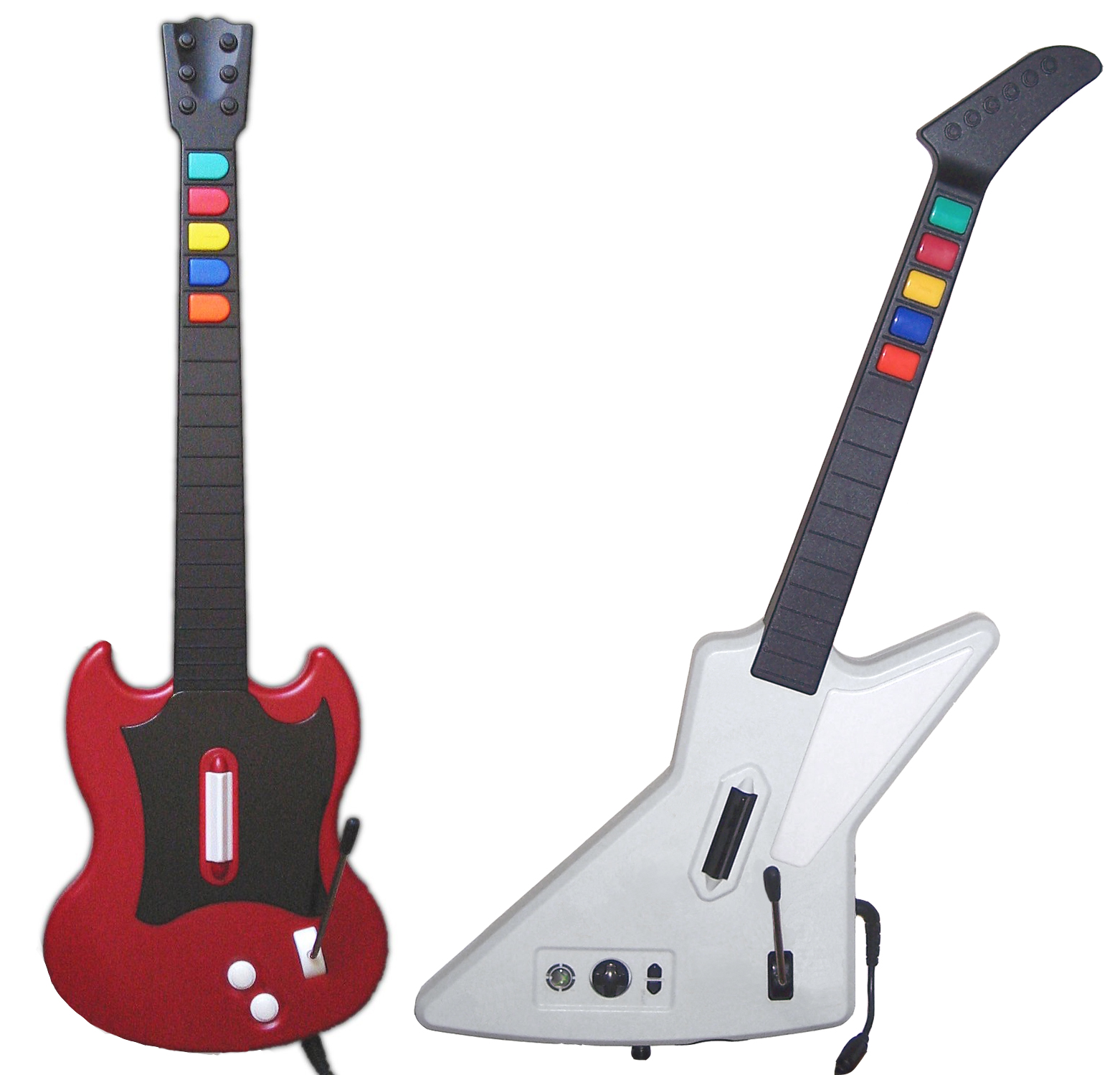
Controladores usados em Guitar Hero II.

A versão para PlayStation 2 apresenta 40 canções no modo "carreira", e 48 canções para a  adaptação para Xbox 360. Assim como seu antecessor, as canções são agrupados por níveis de dificuldades chamados tiers. Existem diferenças entre as duas versões quanto à ordem de tiers por causa dos conteúdos adicionais. Cada tier é desbloqueado em ordem sequencial, que ocorre quando o jogador completa de três a cinco canções (dependendo do nível de dificuldade), além das faixas bónus do respectivo tier. Uma vez que uma canção é desbloqueada em um determinado tier, a mesma fica disponível para os modos do game: "rápido", "competitivo" e "cooperativo".
A maioria das músicas em Guitar Hero II são covers das versões originais que foram  gravadas por WaveGroup Sound, além de incorporar algumas master tape, que podem ser consultadas na tabela abaixo. Cada canção apresenta um som de guitarra principal e um baixo elétrico ou uma guitarra rítmica que pode ser jogada no modo "prático" ou "cooperativo".
| Ano  | Canção                                | Intérprete(s)            | Master tape | Tier em PlayStation 2         | Tier em Xbox 360              | Ref    |
| ---- | ------------------------------------- | ------------------------ | ----------- | ----------------------------- | ----------------------------- | ------ |
| 1977 | "Bad Reputation"                      | Thin Lizzy               | Não         | 5. Return of the Shred        | 5. Return of the Shred        | [ 9 ]  |
| 2006 | "Beast and the Harlot"                | Avenged Sevenfold        | Não         | 8. Face-Melters               | 8. Face-Melters               | [ 9 ]  |
| 1973 | "Billion Dollar Babies"               | Alice Cooper             | Não         | —                             | 3. String-Snappers            | [ 10 ] |
| 1971 | "Can't You Hear Me Knocking"          | The Rolling Stones       | Não         | 4. Thrash and Burn            | 4. Thrash and Burn            | [ 9 ]  |
| 2000 | "Carry Me Home"                       | The Living End           | Não         | 7. Furious Fretwork           | 8. Face-Melters               | [ 9 ]  |
| 1976 | "Carry On Wayward Son"                | Kansas                   | Não         | 2. Amp Warmers Encore         | 3. String-Snappers            | [ 9 ]  |
| 1990 | "Cherry Pie"                          | Warrant                  | Não         | 4. Thrash and Burn            | 2. Amp Warmers                | [ 9 ]  |
| 1976 | "Crazy on You"                        | Heart                    | Não         | 6. Relentless Riffs           | 6. Relentless Riffs           | [ 9 ]  |
| 2006 | "Dead!"                               | My Chemical Romance      | Sim         | —                             | 6. Relentless Riffs           | [ 10 ] |
| 1973 | "Free Bird"                           | Lynyrd Skynyrd           | Não         | 8. Face-Melters Encore        | 8. Face-Melters Encore        | [ 9 ]  |
| 2006 | "Freya"                               | The Sword                | Não         | 5. Return of the Shred        | 6. Relentless Riffs           | [ 9 ]  |
| 1991 | "Girlfriend"                          | Matthew Sweet            | Não         | 4. Thrash and Burn            | 4. Thrash and Burn            | [ 9 ]  |
| 1990 | "Hangar 18"                           | Megadeth                 | Não         | 8. Face-Melters               | 8. Face-Melters               | [ 9 ]  |
| 1993 | "Heart-Shaped Box"                    | Nirvana                  | Não         | 2. Amp Warmers                | 1. Opening Licks              | [ 9 ]  |
| 1968 | "Hush"                                | Deep Purple              | Não         | —                             | 4. Thrash and Burn            | [ 10 ] |
| 1983 | "Institutionalized"                   | Suicidal Tendencies      | Não         | 8. Face-Melters               | 8. Face-Melters               | [ 9 ]  |
| 1973 | "Jessica"                             | The Allman Brothers Band | Não         | 6. Relentless Riffs           | 5. Return of the Shred        | [ 9 ]  |
| 1990 | "John the Fisherman"                  | Primus                   | Sim         | 5. Return of the Shred        | 5. Return of the Shred        | [ 9 ]  |
| 1992 | "Killing in the Name"                 | Rage Against the Machine | Não         | 5. Return of the Shred        | 6. Relentless Riffs           | [ 9 ]  |
| 2004 | "Laid to Rest"                        | Lamb of God              | Não         | 7. Furious Fretwork           | 7. Furious Fretwork           | [ 9 ]  |
| 1976 | "Last Child"                          | Aerosmith                | Não         | 5. Return of the Shred Encore | 5. Return of the Shred Encore | [ 9 ]  |
| 2006 | "Life Wasted"                         | Pearl Jam                | Não         | —                             | 2. Amp Warmers                | [ 10 ] |
| 1985 | "Madhouse"                            | Anthrax                  | Não         | 7. Furious Fretwork           | 7. Furious Fretwork           | [ 9 ]  |
| 1979 | "Message in a Bottle"                 | The Police               | Não         | 2. Amp Warmers                | 3. String-Snappers            | [ 9 ]  |
| 1962 | "Misirlou"                            | Dick Dale                | Não         | 8. Face-Melters               | 8. Face-Melters               | [ 9 ]  |
| 1997 | "Monkey Wrench"                       | Foo Fighters             | Não         | 3. String-Snappers            | 4. Thrash and Burn            | [ 9 ]  |
| 1988 | "Mother"                              | Danzig                   | Não         | 1. Opening Licks              | 2. Amp Warmers                | [ 9 ]  |
| 1994 | "Possum Kingdom"                      | Toadies                  | Sim         | —                             | 1. Opening Licks              | [ 10 ] |
| 1990 | "Psychobilly Freakout"                | Reverend Horton Heat     | Não         | 7. Furious Fretwork           | 7. Furious Fretwork           | [ 9 ]  |
| 1970 | "Rock and Roll, Hoochie Koo"          | Rick Derringer           | Não         | —                             | 5. Return of the Shred        | [ 10 ] |
| 1981 | "Rock This Town"                      | Stray Cats               | Não         | 6. Relentless Riffs           | 7. Furious Fretwork           | [ 9 ]  |
| 1994 | "Salvation"                           | Rancid                   | Não         | —                             | 1. Opening Licks              | [ 10 ] |
| 1973 | "Search and Destroy"                  | Iggy Pop and the Stooges | Não         | 3. String-Snappers            | 3. String-Snappers            | [ 9 ]  |
| 1983 | "Shout at the Devil"                  | Mötley Crüe              | Não         | 1. Opening Licks              | 1. Opening Licks Encore       | [ 9 ]  |
| 1990 | "Stop"                                | Jane's Addiction         | Sim         | 6. Relentless Riffs Encore    | 6. Relentless Riffs Encore    | [ 9 ]  |
| 1974 | "Strutter"                            | Kiss                     | Não         | 2. Amp Warmers                | 1. Opening Licks              | [ 9 ]  |
| 1978 | "Surrender"                           | Cheap Trick              | Não         | 1. Opening Licks              | 1. Opening Licks              | [ 9 ]  |
| 1987 | "Sweet Child O' Mine"                 | Guns N' Roses            | Não         | 4. Thrash and Burn Encore     | 4. Thrash and Burn Encore     | [ 9 ]  |
| 1980 | "Tattooed Love Boys"                  | The Pretenders           | Não         | 3. String-Snappers            | 5. Return of the Shred        | [ 9 ]  |
| 1992 | "Them Bones"                          | Alice in Chains          | Não         | 3. String-Snappers            | 3. String-Snappers            | [ 9 ]  |
| 1984 | "Tonight I'm Gonna Rock You Tonight"  | Spinal Tap               | Não         | 1. Opening Licks Encore       | 2. Amp Warmers Encore         | [ 9 ]  |
| 1996 | "Trippin' on a Hole in a Paper Heart" | Stone Temple Pilots      | Não         | 6. Relentless Riffs           | 6. Relentless Riffs           | [ 9 ]  |
| 1983 | "The Trooper"                         | Iron Maiden              | Não         | —                             | 7. Furious Fretwork           | [ 10 ] |
| 1970 | "War Pigs"                            | Black Sabbath            | Não         | 3. String-Snappers Encore     | 3. String-Snappers Encore     | [ 9 ]  |
| 1993 | "Who Was in My Room Last Night?"      | Butthole Surfers         | Não         | 4. Thrash and Burn            | 4. Thrash and Burn            | [ 9 ]  |
| 2006 | "Woman"                               | Wolfmother               | Não         | 1. Opening Licks              | 2. Amp Warmers                | [ 9 ]  |
| 1978 | "You Really Got Me"                   | Van Halen                | Não         | 2. Amp Warmers                | 2. Amp Warmers                | [ 9 ]  |
| 1981 | "YYZ"                                 | Rush                     | Não         | 7. Furious Fretwork Encore    | 7. Furious Fretwork Encore    | [ 9 ]  |

## Canções adicionais
Além disso, 24 canções bónus estão disponíveis para PlayStation 2 e duas adicionais para a versão de Xbox 360. Todas as canções bónus podem ser desbloqueadas com o uso de dinheiro adquirido durante o jogo, usados na loja virtual do mesmo. Uma vez que as canções são adquiridas, podem ser executadas em qualquer modo interativo. O jogo conta com a canção "Raw Dog" de The Last Vegas como parte do conteúdo "Be a Guitar Hero".
Todas as canções bónus, são master tape, e em alguns casos mais específicos, foram inseridas sons de guitarra rítmica em vez de baixo elétrico.
| Ano  | Canção                       | Intérprete(s)                                   | Exclusivo para Xbox | Ref    |
| ---- | ---------------------------- | ----------------------------------------------- | ------------------- | ------ |
| 2006 | "Arterial Black"             | Drist                                           | Não                 | [ 11 ] |
| 2006 | "Collide"                    | Anarchy Club                                    | Não                 | [ 11 ] |
| 2006 | "Drink Up"                   | Ounce of Self                                   | Sim                 | [ 5 ]  |
| 2006 | "Elephant Bones"             | That Handsome Devil                             | Não                 | [ 11 ] |
| 2006 | "Fall of Pangea"             | Valient Thorr                                   | Não                 | [ 11 ] |
| 2006 | "FTK"                        | VAGIANT                                         | Não                 | [ 11 ] |
| 2004 | "Gemini"                     | Brian Kahanek                                   | Não                 | [ 11 ] |
| 2006 | "Jordan"                     | Buckethead                                      | Não                 | [ 11 ] |
| 2006 | "Kicked to the Curb"         | Noble Rot                                       | Sim                 | [ 5 ]  |
| 2006 | "Laughtrack"                 | The Acro-Brats                                  | Não                 | [ 11 ] |
| 2006 | "Less Talk More Rokk"        | Freezepop                                       | Não                 | [ 11 ] |
| 2000 | "Mr. Fix It"                 | The Amazing Crowns                              | Não                 | [ 11 ] |
| 2006 | "One for the Road"           | The Breaking Wheel                              | Não                 | [ 11 ] |
| 2006 | "Parasite"                   | The Neighborhoods                               | Não                 | [ 11 ] |
| 2006 | "Push Push (Lady Lightning)" | Bang Camaro                                     | Não                 | [ 11 ] |
| 2006 | "Radium Eyes"                | Count Zero                                      | Não                 | [ 11 ] |
| 2006 | "Raw Dog"                    | The Last Vegas                                  | Não                 | [ 11 ] |
| 2006 | "Red Lottery"                | Megasus                                         | Não                 | [ 11 ] |
| 2005 | "Six"                        | All That Remains                                | Não                 | [ 11 ] |
| 2006 | "Soy Bomb"                   | Honest Bob and the Factory-to-Dealer Incentives | Não                 | [ 11 ] |
| 2004 | "The Light That Blinds"      | Shadows Fall                                    | Não                 | [ 11 ] |
| 2006 | "The New Black"              | Every Time I Die                                | Não                 | [ 11 ] |
| 2006 | "Thunderhorse"               | Dethklok                                        | Não                 | [ 11 ] |
| 2003 | "Trogdor"                    | Strong Bad                                      | Não                 | [ 11 ] |
| 2006 | "The X-Stream"               | Voivod                                          | Não                 | [ 11 ] |
| 2006 | "Yes We Can"                 | Made in Mexico                                  | Não                 | [ 11 ] |

## Conteúdo para download
A versão para Xbox 360 permite que o jogador utilize o servicio Xbox Live Marketplace para baixar músicas adicionais. Esses conteúdos foram lançados para download em dois pacotes: paconte de uma música e pacote de três músicas. Os pacotes incluem Canções do Guitar Hero para PlayStation 2.
| Ano  | Canção                            | Intérprete                       | Master tape | Lançamento             | Single / Pacote                 |
| ---- | --------------------------------- | -------------------------------- | ----------- | ---------------------- | ------------------------------- |
| 1983 | "Bark at the Moon"                | Ozzy Osbourne                    | Não         | 11 de abril de 2007    | Guitar Hero Track Pack 1        |
| 2004 | "Hey You"                         | The Exies                        | Não         | 11 de abril de 2007    | Guitar Hero Track Pack 1        |
| 1980 | "Ace of Spades"                   | Motörhead                        | Não         | 11 de abril de 2007    | Guitar Hero Track Pack 1        |
| 1974 | "Killer Queen"                    | Queen                            | Não         | 11 de abril de 2007    | Guitar Hero Track Pack 2        |
| 2002 | "Take It Off"                     | The Donnas                       | Não         | 11 de abril de 2007    | Guitar Hero Track Pack 2        |
| 1973 | "Frankenstein"                    | The Edgar Winter Group           | Não         | 11 de abril de 2007    | Guitar Hero Track Pack 2        |
| 1989 | "Higher Ground"                   | Red Hot Chili Peppers            | Não         | 11 de abril de 2007    | Guitar Hero Track Pack 3        |
| 1994 | "Infected"                        | Bad Religion                     | Não         | 11 de abril de 2007    | Guitar Hero Track Pack 3        |
| 2000 | "Stellar"                         | Incubus                          | Não         | 11 de abril de 2007    | Guitar Hero Track Pack 3        |
| 1978 | "I Wanna Be Sedated"              | The Ramones                      | Não         | 11 de julho de 2007    | Guitar Hero Track Pack 4        |
| 1972 | "Smoke on the Water"              | Deep Purple                      | Não         | 11 de julho de 2007    | Guitar Hero Track Pack 4        |
| 1982 | "You've Got Another Thing Comin'" | Judas Priest                     | Não         | 11 de julho de 2007    | Guitar Hero Track Pack 4        |
| 2006 | "Famous Last Words"               | My Chemical Romance              | Sim         | 14 de agosto de 2007   | My Chemical Romance Pack        |
| 2006 | "Teenagers                        | My Chemical Romance              | Sim         | 14 de agosto de 2007   | My Chemical Romance Pack        |
| 2006 | "This Is How I Disappear"         | My Chemical Romance              | Sim         | 14 de agosto de 2007   | My Chemical Romance Pack        |
| 2006 | "Detonation"                      | Trivium                          | Sim         | 28 de setembro de 2007 | Guitar Hero Indie Label Pack    |
| 2006 | "Ex's and Oh's"                   | Atreyu                           | Sim         | 28 de setembro de 2007 | Guitar Hero Indie Label Pack    |
| 2005 | "Bury the Hatchet"                | Protest the Hero                 | Sim         | 28 de setembro de 2007 | Guitar Hero Indie Label Pack    |
| 1993 | "Sin Documentos"                  | Los Rodríguez                    | Sim         | 15 de outubro de 2007  | Single                          |
| 2006 | "Sept"                            | Pleymo                           | Sim         | 15 de octubre de 2007  | Single                          |
| 2007 | "Exile"                           | Soilwork                         | Sim         | 15 de octubre de 2007  | Single                          |
| 2007 | "The State of Massachusetts"      | Dropkick Murphys                 | Sim         | 29 de novembro de 2007 | Guitar Hero Indie Label Pack II |
| 2007 | "You Should Be Ashamed of Myself" | The Bled                         | Sim         | 29 de novembro de 2007 | Guitar Hero Indie Label Pack II |
| 2007 | "Memories of the Grove"           | Maylene and the Sons of Disaster | Sim         | 29 de novembro de 2007 | Guitar Hero Indie Label Pack II |